# Grotte Carriot
La grotte Carriot, ou grotte de Conduché, est une grotte ornée préhistorique située dans le département du Lot, située sur le territoire de la commune de Bouziès.
La grotte appartient à une personne privée et n'est pas visitable.

## Historique
La grotte Carriot est décorée de peintures qui ont été découvertes par Robert Carriot, en 1969. 
La grotte a été classée au titre des monuments historiques le 28 juin 1993.

## Description physique
La grotte s'ouvre dans la falaise dominant la D 662 à Conduché. La grotte est un labyrinthe se développant sur trois niveaux et contenant 148 motifs graphiques.

## Les œuvres
Les premières recherches, faites en 1969, ont permis de découvrir des peintures représentant des animaux appartenant au Magdalénien moyen et récent.